# Registro de delincuentes sexuales
El Registro de delincuentes sexuales es un sistema de Estados Unidos y otros países anglosajones diseñado para permitir a las autoridades del gobierno realizar un seguimiento de la residencia y actividades de los delincuentes sexuales, incluyendo aquellos que hayan cumplido con su condena. En algunas jurisdicciones (especialmente en Estados Unidos), la información del registro está disponible para el público a través de Internet u otros medios. En muchas jurisdicciones los delincuentes sexuales registrados están sujetos a restricciones incluyendo el alojamiento. Aquellos en libertad condicional pueden tener restricciones que no se aplican a otros en su misma circunstancia, muchas veces esto incluye (o se ha propuesto para que incluya) restricciones como no poder estar en presencia de menores, vivir en las proximidades de un colegio o guardería, poseer juguetes dirigidos a los niños, o a usar Internet.
No existe evidencia científica de que los registros de delincuentes sexuales tengan alguna utilidad para reducir o prevenir estos crímenes; por el contrario, se ha observado que pueden incrementar estos y otros delitos al empujar a las personas registradas y sus familias a la exclusión social. En el caso de los delitos sexuales contra menores, sólo un 10% son cometidos por personas desconocidas contra las que un registro público pudiera alertar.

## Registro de delincuentes sexuales por país

### Canadá
En Canadá existe el Registro Nacional de Delincuentes Sexuales (National Sex Offender Registry en inglés) o NSOR por sus siglas en inglés, que entró en vigor el 15 de diciembre de 2004 con la aprobación de la Ley de Registro de Información de Delincuentes Sexuales (Sex Offender Information Registration Act, en inglés) o Ley SOIR (SOIR Act en inglés). La información no es de difusión pública.

### Estados Unidos
La Corte Suprema de Estados Unidos ha mantenido las leyes de registro de delincuentes sexuales en dos ocasiones, en dos aspectos. Dos desafíos a las leyes estatales (en Hawái y Misuri) han tenido éxito, pese a todo.
En 1947 el estado de California fue el primer estado de Estados Unidos en tener un programa de registro de delincuentes sexuales. Sin embargo, difundir públicamente la información de la liberación de un delincuente sexual no llegó hasta 50 años después. En 1994 un estatuto federal llamado Ley Wetterling (Wetterling Act) exigía a todos los estados a aprobar una legislación que permitiese obligar a los delincuentes sexuales a registrarse con los registros de delincuentes sexuales estatales. Entonces en 1996 basada en la ley del estado de Nueva Jersey llamada Ley Megan (Megan's Law), el gobierno federal obligaba a los estados a aprobar leyes que permitiesen la difusión pública de la información personal de algunos delincuentes sexuales. En el caso de Connecticut Dept. of Public Safety v. Doe (Departamento de Seguridad de Connecticut contra Doe) en 2002, la Corte Suprema de Estados Unidos ratificó esta difusión pública.
En 2007 entró Ley Adam Walsh de Protección a la Infancia y Seguridad (Adam Walsh Child Protection and Safety Act en inglés) esta ley implementó nuevas obligaciones uniformes a través de los estados. Los que pretenden ser los aspectos más destacados de esta ley es un nuevo registro de delincuentes sexuales, registro estandarizado de obligado cumplimiento para los estados, nuevas infracciones penales, así como el endurecimiento de las ya existentes para los delincuentes sexuales. Antes de que los estados adoptasen la Ley Adam Walsh varios delincuentes sexuales fueron condenados en virtud de su regulación. Esto resultó en una condena a cadena perpetua ya que el delincuente era una persona sin hogar y no podía registrar un domicilio físico.
Patty Wetterling, la madre de Jacob Wetterling y una de las mayores defensoras de Ley Wetterling, abiertamente criticó la evolución del registro de delincuentes sexuales y las leyes de gestión es Estados Unidos desde que la Ley Wetterling se aprobara, alegando que con frecuencia las leyes se aplican a demasiados delitos, y que la severidad de las leyes a menudo dificultan la rehabilitación de los delincuentes.

### Reino Unido
En el Reino Unido está el Registro de Delincuentes Violentos y Sexuales (Violent and Sex Offender Register en inglés) o  ViSOR, por sus siglas en inglés, es una base de datos de archivos de aquellos que se obliga a registrarse con la policía bajo la Ley de Delitos Sexuales de 2003 (Sexual Offences Act 2003 en inglés), aquellos que estén encarcelados más de 12 meses por delitos violentos, o personas no condenadas con riesgo de que puedan cometerlos. El registro es accesible para la policía, para el National Probation Service (Servicio Nacional de Libertad Condicional) y para el personal de Her Majesty's Prison Service (Servicio de Prisión de Su Majestad). La base de datos es gestionada por el National Policing Improvement Agency (Agencia Nacional de Mejoramiento de la Policía) perteneciente al Home Office (Ministerio del Interior).

## Controversias
No existe evidencia científica de que los registros de delincuentes sexuales tengan alguna utilidad para reducir o prevenir estos crímenes y se ha observado que pueden incrementar la prevalencia de estos y otros delitos al empujar a las personas registradas y sus familias a la exclusión social y la marginalidad.
La gran mayoría de los delincuentes hacen víctima a individuos que ellos conocen, que intiman o están relacionados con ellos, contrariamente a las representaciones de los medios de comunicación de asaltos de extraños o pedófilos que secuestran niños desconocidos para ellos. Según datos del Departamento de Justicia de los Estados Unidos, en el caso de los delitos sexuales contra menores, sólo un 10% son cometidos por personas desconocidas contra las que un registro público pudiera alertar.
Los registros de delincuentes sexuales están diseñados para proteger y alertar a la población de los delincuentes sexuales, sin embargo, en al menos dos casos, los delincuentes sexuales convictos fueron asesinados después de que su información fuera difundida a través de Internet.
Muchos creen que el registro de delincuentes sexuales se ha convertido en un proceso de autodestrucción. En un esfuerzo de registrar a tantas personas como sea posible involucradas en delitos de naturaleza sexual, el registro de delincuentes sexuales ha crecido de forma exponencial, con demasiadas personas para que pueda ser gestionada de forma eficaz por las autoridades. En muchos estados se incluyen personas que han recibido servicios de prostitutas, adolescentes menores de edad que han mantenido relaciones sexuales consensuadas entre sí, y menores que han mandado fotos de sí mismos a sus amigos por correo electrónico o SMS.